# STS-4
L'STS-4 fou una missió del transbordador espacial de la NASA utilitzant el transbordador espacial Columbia.m que fou llançat el 27 de juny del 1982. Fou la quarta missió del transbordador espacial, i també la quarta pel transbordador espacial Columbia.